# Стрельцов, Василий Дмитриевич
Василий Дмитриевич Стрельцов (29.02.1921 — 17.08.1966) — командир миномётной батареи 75-го стрелкового полка 31-й стрелковой дивизии, капитан. Герой Советского Союза.

## Биография
Родился 29 февраля 1921 года в деревне Зараново Ряжского уезда Рязанской губернии (ныне Кораблинского района Рязанской области). Окончил 7 классов школы в селе Курбатово и два курса Каширского техникума механизации сельского хозяйства.
В 1939 году был призван в Красную Армию Кораблинским райвоенкоматом и направлен на учёбу в Бакинское пулемётно-миномётное училище. Участник Великой Отечественной войны с июля 1941 года. Воевал на Южном фронте.
В августе 1941 года был тяжело ранен, после госпиталя вернулся в строй. Затем в составе 31-й стрелковой дивизии участвовал в боях за город Ростов-на-Дону. Дивизия, в составе которой воевал Стрельцов, в составе Черноморской группы войск Закавказского фронта, затем — Северо-Кавказского фронта участвовала в обороне Кавказа. С августа 1942 года по январь 1943 года 31-я стрелковая дивизия, в составе которой воевал Стрельцов, в районе селений Режет и Маратуки и горы Оплепен прикрывала Лазаревское направление. В феврале 1943 года участвовала в Краснодарской операции, в уличных боях в Краснодаре и его освобождении. За отличные действия батареи при обороне Черноморского побережья награждён орденом Красной Звезды.
В дальнейшем воевал на Степном и Юго-Западном фронте. За смелые и отважные действия при прорыве обороны на реке Северский Донец награждён орденом Отечественной войны 2-й степени. Член ВКП(б)/КПСС с 1943 года.
К осени 1943 года капитан Стрельцов был командиром миномётной батареи 75-го стрелкового полка 31-й Сталинградской стрелковой дивизии. Особо отличился при форсировании рек Днепр и Днестр. В ночь на 29 сентября 1943 года в районе села Сошиновка в рыбацких лодках под сильным пулемётным и артиллерийским огнём противника форсировал реку Днепр и овладел небольшим участком на правом берегу. Находясь на наблюдательном пункте под непрерывным огнём противника, корректировал огонь 3-х батарей, в течение четырёх суток отражая контратаки противника, уничтожив при этом до 2-х батальонов пехоты, 1 миномётную батарею, 5 станковых и 4 ручных пулемёта противника. На плотах и лодках под непрерывным обстрелом противника своевременно переправил материальную часть на правый берег и организованным огнём миномётов во время артподготовки 30 сентября подавил и уничтожил всю огневую систему противника, чем обеспечил атаку стрелковых подразделений и овладение селом Аулы и выход на железную дорогу Днепропетровск — Киев, при этом было уничтожено до 2-х рот противников, 2 дзота, 2 станковых пулемёта и 3 ручных пулемёта противника.
28 января 1944 года в районе совхоза «Молния» в результате отражения вражеских контратак батареей было уничтожено до 200 солдат и офицеров противника, 3 ручных пулемёта, 1 автомашина с боеприпасами. Находясь на НП батальона, когда противник во время контратаки стал подходить вплотную к НП, Стрельцов из винтовки в упор расстрелял 4 противников. Оставаясь на НП, продолжал корректировать огонь.
23 апреля 1944 года при форсировании полком реки Днестр в районе города Сороки капитан Стрельцов обеспечил переправу личного состава, несмотря на массированный обстрел из пулемётов и бомбёжку переправы противником, без значительных потерь.
Указом Президиума Верховного Совета СССР от 13 сентября 1944 года за образцовое выполнение боевых заданий командования и проявленные при этом мужество и героизм капитану Стрельцову Василию Дмитриевичу присвоено звания Героя Советского Союза с вручением ордена Ленина и медали «Золотая Звезда».
Продолжал службу в своей части, стал начальником артиллерии полка. С 1946 года майор Стрельцов — в запасе.
Вернулся на родину. Работал в Кораблинском райисполкоме, затем жил в деревни Зараново. Скончался 17 августа 1966 года. Похоронен на кладбище села Пустотино Кораблинского района.
Награждён орденами Ленина, Александра Невского, двумя орденами Отечественной войны 2-й степени, орденом Красной Звезды, медалями.
На здании школы в селе Курбатово установлена мемориальная доска.